# 1858 en arts plastiques
| Années des arts plastiques : 1855 - 1856 - 1857 - 1858 - 1859 - 1860 - 1861    |
| Décennies des arts plastiques : 1820 - 1830 - 1840 - 1850 - 1860 - 1870 - 1880 |

Cette page concerne l'année 1858 en arts plastiques.

## Œuvres

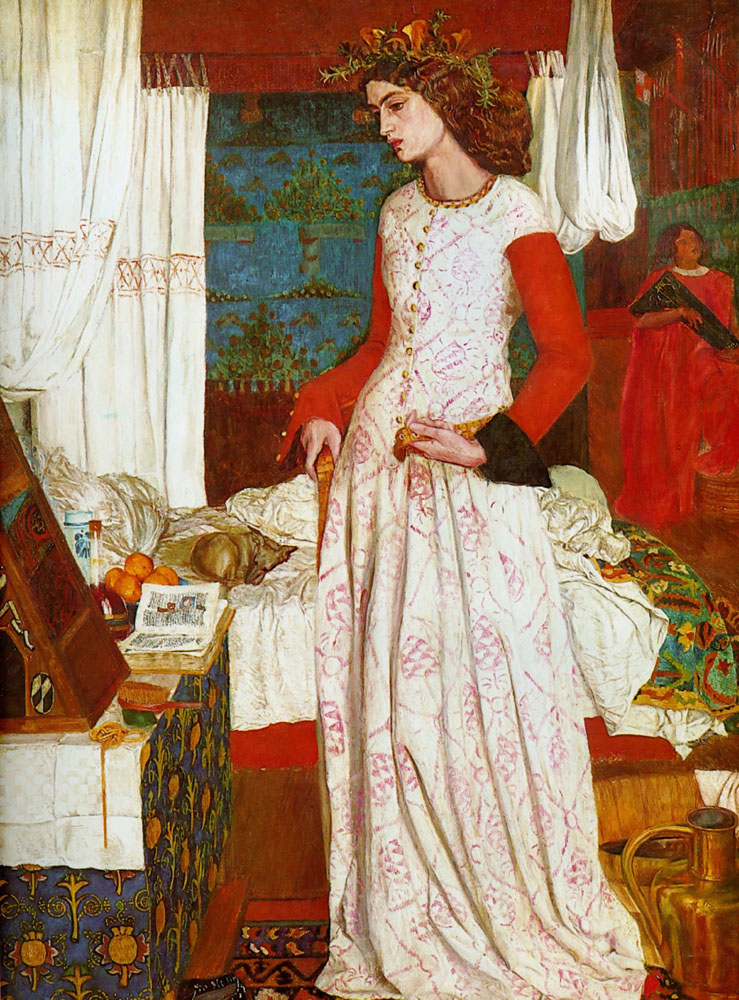
La Reine Guenièvre, de William Morris.

- Pêcheur à la coquille, sculpture de Jean-Baptiste Carpeaux.

## Naissances
- 9 janvier : Tito Lessi, peintre italien († 17 février 1917),
- 10 janvier : Heinrich Zille, graphiste, lithographe, peintre, dessinateur et photographe allemand († 9 août 1929),
- 15 janvier : Giovanni Segantini, peintre italien († 28 septembre 1899),
- 16 janvier : Henri Gourgouillon, sculpteur français  († 3 mars 1902),
- 23 janvier : Léon Boudal, homme d'église et peintre français († 23 août 1934),
- 24 janvier : Henri Marre, peintre français († 26 août 1927),

- 1er février : Gaston Charpentier-Bosio, peintre français († 1923),
- 5 février : Claude Bourgonnier, peintre et illustrateur français († 15 juin 1921),
- 18 février : Armand-Auguste Balouzet, peintre paysagiste français († 13 mai 1905),
- 20 février : Ian Tsionglinski, peintre polonais et russe († 6 janvier 1913),
- 1er mars : Louis Carbonnel, peintre français († 16 octobre 1938),
- 2 mars : Paul Quinsac, peintre français († mai 1929),
- 10 mars : Giuseppe Carelli, peintre italien († 23 mai 1921),
- 13 mars :
  - Jean-Baptiste Cherfils, peintre, écrivain et sociologue français († 10 février 1926),
  - Edwin Mackinnon Liébert, peintre anglo-allemand († 5 septembre 1908),
  - Maximilien Luce, peintre, graveur et militant libertaire français († 6 février 1941),
- 14 mars :
  - Raoul Boudier, peintre et illustrateur français († après 1934),
  - Ferdinand d'Huart, peintre luxembourgeois († 27 janvier 1919),
- 20 mars : Paul Quinsac, peintre français († mai 1929),
- 24 mars : Paul Auguste Léon Méry, peintre français († 8 novembre 1921),
- 9 avril : Zdenka Braunerová, peintre austro-hongroise puis tchécoslovaque († 23 mai 1934),
- 12 avril : Étienne Bouillé, peintre français († 5 juin 1933),
- 18 avril : Marie-Thérèse Glaesener-Hartmann, peintre luxembourgeoise († 19 février 1923),
- 21 avril : Frantz Seimetz, peintre et écrivain luxembourgeois († 26 octobre 1934),
- 2 mai : Edith Somerville, romancière, peintre et musicienne irlandaise († 8 octobre 1949),
- 6 mai : Alekseï Stepanov, peintre russe puis soviétique († 5 octobre 1923),
- 14 mai : Anthon van Rappard, peintre néerlandais († 21 mars 1892),
- 17 mai : Constantin Kryjitski, peintre russe († 4 avril 1911),
- 21 mai : Ferdinand Gueldry, peintre et illustrateur français († 17 février 1945),
- 23 mai : Nikolaï Tchekhov, peintre russe († 29 juin 1889),
- 29 mai : Emmanuel de La Villéon, peintre et illustrateur post-impressionniste français († 9 janvier 1944),
- 1er juin : Alice Barber Stephens, peintre, graveuse et illustratrice américaine († 13 juillet 1932),
- 2 juin :
  - Heinrich Harder, artiste allemand († 5 février 1935),
  - Henry Scott Tuke, peintre britannique († 13 mars 1929),
- 15 juin : Beatrice Morgari, peintre italienne († 1936),
- 21 juin : Giuseppe De Sanctis, peintre italien († 18 juin 1924),
- 4 juillet : Henri Ernest Dabault, peintre, bijoutier et joailler français († 29 décembre 1935),
- 17 juillet : Félix Durbesson, peintre français († 10 décembre 1936),
- 21 juillet : Lovis Corinth, peintre allemand († 17 juillet 1925),
- 23 juillet : Herman Frederik Carel ten Kate, explorateur, peintre et anthropologue hollandais († 4 février 1931),
- 13 août : Victor Prouvé, peintre, sculpteur et graveur français († 15 février 1943),
- 14 août : Edgard Farasyn, peintre belge († 22 mars 1938),
- 15 août : Franck Bail, peintre français († 1924),
- 17 août : illustratrice, graphiste et peintre tchèque († 4 août 1943),
- 20 août : Joseph Delattre, peintre français († 6 août 1912),
- 26 août : Louis-Adolphe Tessier, peintre français († mars 1915),
- 2 septembre : Alice Russell Glenny, peintre et affichiste américaine († 1924),
- 12 septembre : Fernand Khnopff, peintre belge († 21 novembre 1921),
- 18 septembre : Jan Hoynck van Papendrecht, peintre et illustrateur néerlandais († 11 décembre 1933),
- 25 septembre : Henri Jamet, peintre français († 17 octobre 1940),
- 27 septembre : Clément Dreyfus, peintre et dessinateur français († ?),
- 1er octobre : Frédéric Soulacroix, peintre français († 3 septembre 1933),
- 5 octobre : Émile Louis Thivier, peintre et dessinateur français († 22 juin 1922),
- 6 octobre : Federico Schianchi, peintre italien († 28 décembre 1918),
- 8 octobre : Vincenzo Migliaro, peintre et graveur italien († 16 mars 1938),
- 17 octobre : Marie Lucas-Robiquet, peintre française († 21 décembre 1959),
- 2 novembre : Johan Krouthén, peintre suédois († 19 décembre 1932),
- 13 novembre : Edmond Aman-Jean, peintre, graveur et critique d'art français († 23 janvier 1936),
- 14 novembre : Clovis Frédéric Terraire, peintre et musicien français († 2 avril 1931),
- 17 novembre : Gaetano Esposito, peintre italien († 8 avril 1911),
- 22 novembre : Jean-Louis Brémond, peintre paysagiste et graveur français († 13 janvier 1943),
- 27 novembre : Elena Polenova, peintre russe († 19 novembre 1898),
- 17 décembre : Albert Siffait de Moncourt, peintre français († 14 avril 1931),
- 20 décembre : Jan Toorop, peintre néerlandais († 3 mars 1928),
- 28 décembre : Richard Bergh, peintre suédois († 29 janvier 1919),
- 31 décembre : Clovis Didier, peintre français († 1939),

- ? :
  - Hoca Ali Rıza, peintre turc († 20 mars 1930),
  - Auguste Clot, imprimeur et chromolithographe français († 1936),
  - Antony Damien, peintre post-impressionniste français († 12 mai 1943),
  - Giulio Rosati, peintre orientaliste italien († 16 février 1917).

## Décès
- 25 janvier : Jean-Paul Alaux dit Gentil, peintre et lithographe français (° 3 octobre 1788),
- 9 avril : Joseph Karl Stieler, peintre allemand (° 1er novembre 1781),
- 2 mai : Jean-Baptiste Aubry-Lecomte, dessinateur, graveur et lithographe français († 31 octobre 1797),
- 20 mai : Gennaro Maldarelli, peintre  académique italien (° 1795).
- 16 avril : Natale Schiavoni, peintre italien (° 1777),
- 17 avril : Johann Michael Voltz, graveur et peintre allemand (° 16 octobre 1784),
- 15 juin : Ary Scheffer, peintre français d'origine néerlandaise (° 10 février 1795),
- 15 juillet : Alexandre Ivanov, peintre russe (° 28 juillet 1806),
- 12 octobre : Ichiryusai Hiroshige, peintre japonais (° 1797),
- 19 novembre : Pierre Thuillier, peintre français (° 17 juin 1799),
- 25 décembre : Guillaume Descamps, peintre et graveur français (° 1779),
- ? :
  - Alexandre Nikolaïevitch Mordvinov, peintre russe (° 1800),
  - Gillot Saint-Evre, peintre et graveur français (° 1791).